# Blonde (Guesch Patti)
Blonde è il quarto album della cantante francese Guesch Patti pubblicato nel 1995.

## Tracce
1. Tabou – 3:41 (Lou / Lou - Dimitri)
2. Amnésie – 3:43 (Guesch Patti / Guesch Patti - Dimitri Tikovoï)
3. La marquise – 3:37 (Guesch Patti / Guesch Patti - Dimitri Tikovoï)
4. Interlude – 3:53 (Guesch Patti / Guesch Patti - Dimitri Tikovoï)
5. Ma réalité – 4:21 (Guesch Patti / Dimitri Tikovoï)
6. Blonde – 3:56 (Étienne Daho / Christophe Rose)
7. Tapis de laine – 5:37 (Guesch Patti / Guesch Patti - Dimitri Tikovoï)
8. Un peu... beaucoup – 3:25 (Françoise Hardy / Franck Langolf)
9. Doc – 7:13 (Lou / Frank Langolf)
10. La chinoise – 3:59 (Guesch Patti / Dimitri Tikovoï)
11. Jours étranges – 3:30 (Guesch Patti / Christophe Rose)